# 雙截龍II 復仇
《雙截龍II 復仇》是由Technōs Japan在1988年上市的清版動作類型街機遊戲，後來陸續移植到紅白機等平台。

## 爭議
Punch Game Studio於2016年10月28日在Steam Greenlight登錄《雙截龍II》的3D重製版《Double Dragon 3D》，並且使用原作的標識。由於現時雙截龍系列的版權為亞克系統所擁有，雖然Punch Game Studio主張有獲得官方授權製作並且拿出授權書，但最後該作還是遭到刪除。